# Vazgen Sargsian Republikanstadion
Vazgen Sargsian Republikanstadion (armeniska: Վազգեն Սարգսյանի անվան Հանրապետական մարզադաշտ) är en arena i Jerevan, Armenien. Stadion började byggas 1935, och stod klar ett år senare. Stadion byggdes om något efter andra världskriget.
När stadion stod färdig fick den namnet "Dinamo". Efter Armeniens självständighet ändrades stadions namn till Hanrapetakan (republikanska). År 1999, efter mordet på Vazgen Sargsian, blev stadions officiella namn Hanrapetakan Stadion Vazgen Sargsian (Republikanstadion döpt efter Vazgen Sargsian). Stadion används främst till fotbollsmatcher, och är hemmaarena för FC Pjunik, Ulisses FK och Armeniens herrlandslag i fotboll. Stadion har en publikkapacitet på 14 403 åskådare.